# 小圣堂

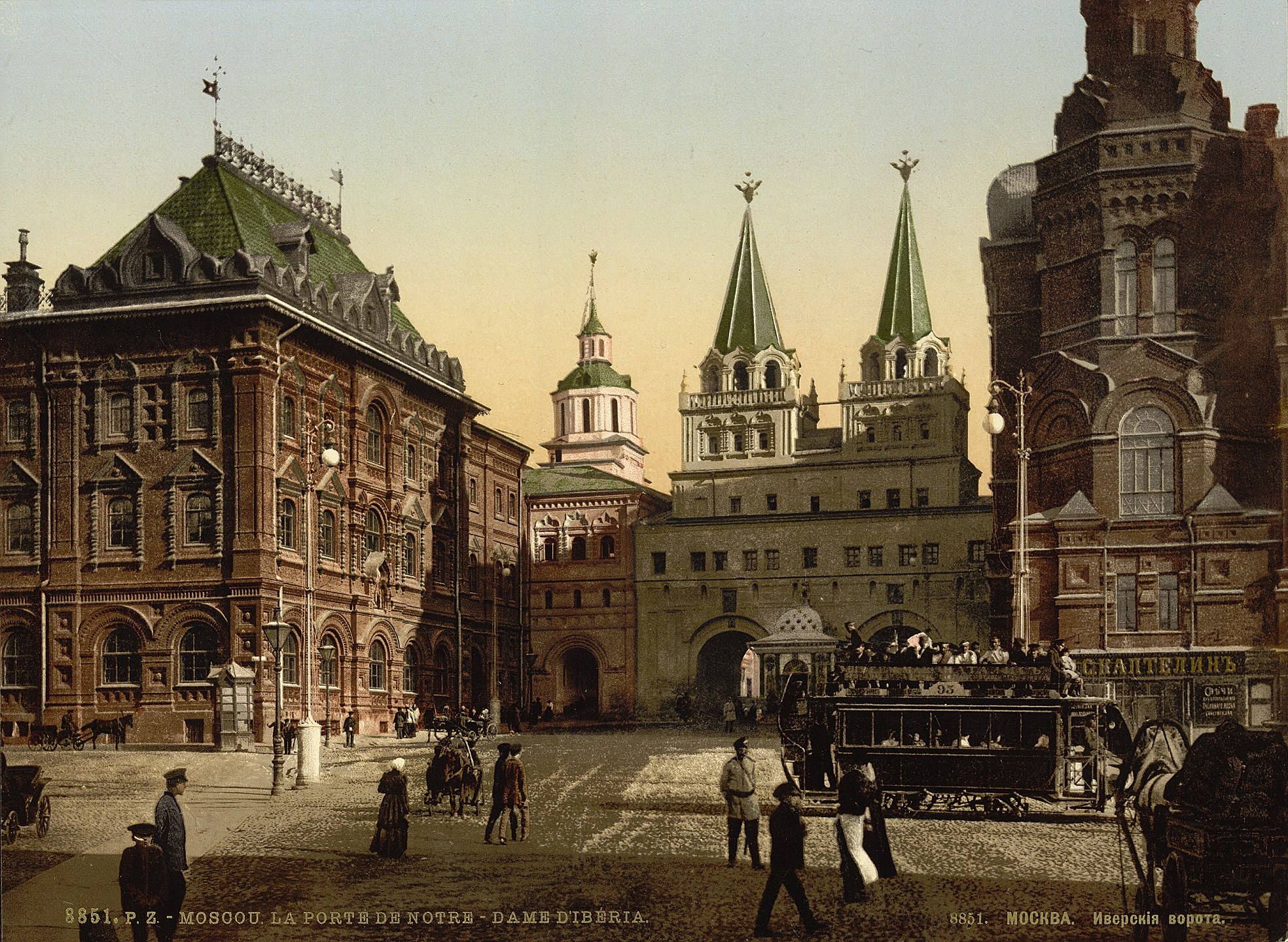
在俄罗斯东正教传统中，小圣堂修建在城门下面，那里拜访的人最多。最著名的例证是伊伯利亞門和禮拜堂

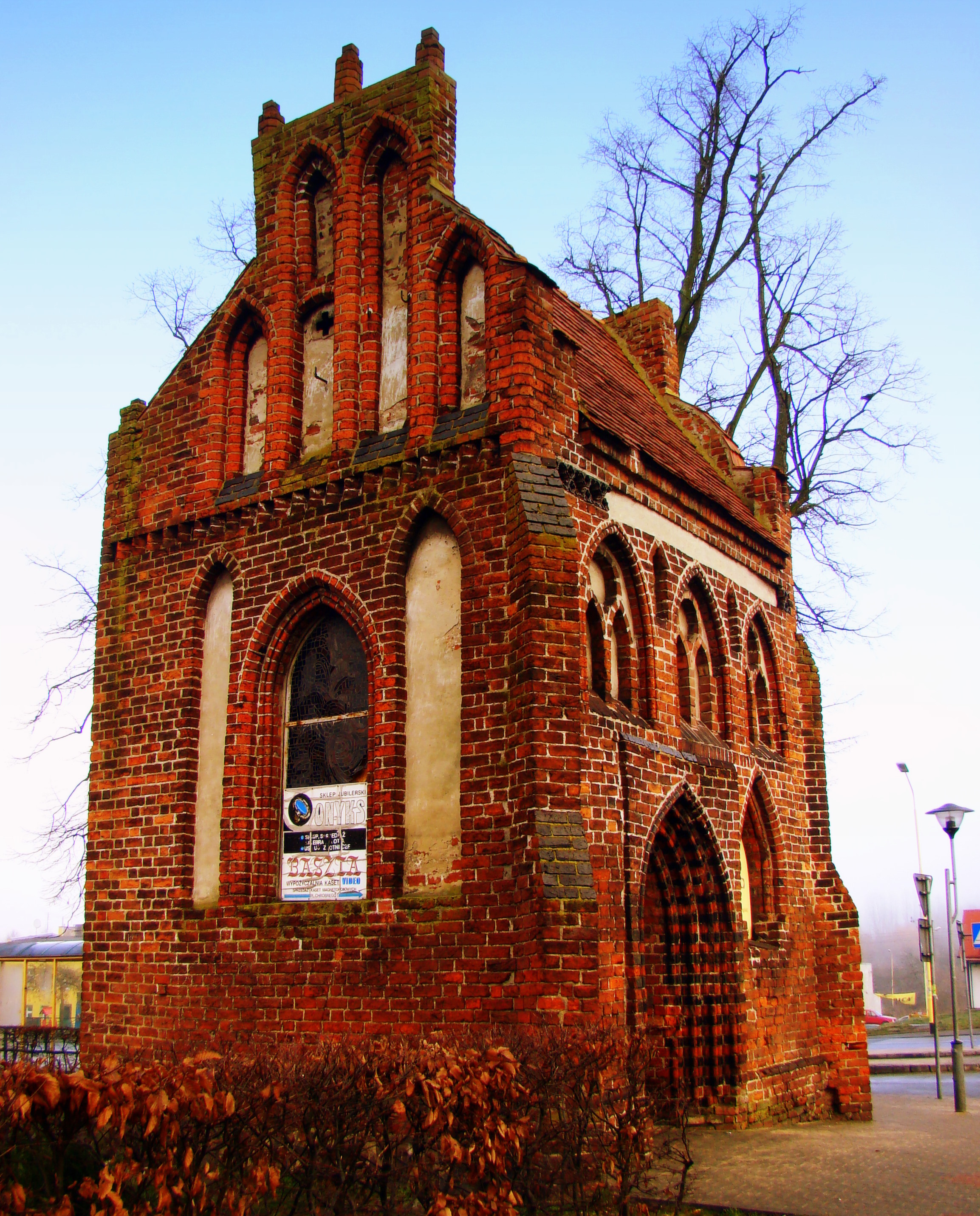
波兰波利采老城勇敢者广场上的15世纪哥特式小圣堂

小圣堂（拉丁語：cappella, 源自的簡寫，意為「小斗篷」）是基督徒聚集和舉行禮儀的场所，尤指沒有神職人員常駐的教堂。它可以附属于各种机构，例如较大的地方教堂、大学、医院、 宫殿、 监狱或墓地，也可以是一座独立的建筑物，有时还有自己的庭院。直到宗教改革以前，小圣堂是指以下的礼拜场所：不是由当地本堂神父主要职责的次要地点，或者属于个人或机构。许多大型教堂拥有一个或多个次要的祭台，如果它们拥有自己分开的空间，就经常被称为小圣堂。
在中文語境中，天主教使用“小圣堂”、“小教堂”或“教堂”等称谓，并在特指时称“某某小堂”以及彌撒；在新教教派则使用“礼拜堂”一词，特指时即称“某某礼拜堂”。这种区分在西方语言中是不存在的。
礼拜堂的称呼在英格兰尤为普遍，在威尔士更加如此，用作称呼独立的非国教教派的礼拜场所。在苏格兰和爱尔兰，许多普通的天主教教堂和非圣公会教堂都被称为“聖堂”。在英格兰，由于非国教教派的礼拜场所在18世纪末和19世纪初兴起，到了1851年人口普查时，自费加入非国教教堂的会众比圣公会会众还要多。
礼拜堂通常属于新教教派中。后者多半发生在隶属于医院或监狱等非宗教机构的情况下。在以圣公会为国教的英格兰，这类非国教教派或无教派的小圣堂仍可由当地的圣公会主教祝圣。

## 分類
今天，小圣堂（chapel）通常用法包括：
- 附属小堂（Side-chapel）- 主教座堂或大型教堂内的小圣堂。
- 圣母小堂（Lady Chapel）- 其实是附属小堂的一种形式，但是由于在天主教會和圣公会内非常普遍，而单独列出，它们的主保聖人是圣母瑪利亞。
- 大使小堂（Ambassador's Chapel）- 原是天主教国家驻在新教国家的大使礼拜用的小型教堂
- 主教小堂（Bishop's Chapel）- 在圣公会和天主教会法典，主教有权在自己家中，甚至在旅行期间设立小堂。至於一般神父，須得恩准才可自设小堂。
- 安息小堂（Chapel of rest）- 不是用作礼拜场所，在葬礼前家人和亲友可以在此瞻仰死者。
- 夏季小堂（Summer chapel）- 位于度假胜地的小型教堂，只在夏季度假者来到时使用。
- 路边小堂（Wayside chapel）- 位于乡村的小型教堂。